# Calle de José Abascal
La calle de José Abascal es una vía urbana del barrio de Almagro, en el ecuador del distrito de Chamberí de la ciudad de Madrid. Une la calle de Bravo Murillo con el Paseo de la Castellana. Está dedicada a José Abascal, alcalde de la ciudad entre 1881-1883. En el esquema urbano del distrito de Chamberí, el trazado de esta calle forma el límite entre los barrios de Ríos Rosas, al norte, y los de Almagro y Trafalgar, al sur.
Es una calle de seis carriles en un único sentido que recibe el sobrenombre de «José Atascal» por los atascos que se producen. Ello se debe a que al llegar a la plaza de Gregorio Marañón cuatro de los seis carriles se quedan en dos al acceder al túnel de María de Molina que lleva a la A-2, destino usado por la gran mayoría de coches.

## Historia
Tuvo antes el nombre popular de calle de Buenos Aires, casticismo relativo a lo bien ventilada que fue esta zona alta del  Madrid del siglo xix, hasta que en 1890 recibió el nombre oficial de calle Abascal. En 1941 cambió su nombre por el de General Sanjurjo, título afín al periodo franquista que en 1980 se renombró, ya como calle de José Abascal, devolviéndole el homenaje al político progresista español, alcalde de Madrid, que vivió en un hotel esquina a la Castellana.
Habla Pedro de Répide de que en su origen, esta calle del extrarradio madrileño de finales del siglo xix que fue urbanizada en dos tramos, atravesó parte del antiguo ‘campo de Bonaplata’, y que siendo bautizada entre los vecinos como calle de Buenos Aires, ese fue el nombre que aparecía en los tranvías de la época y con el que se llamó al también desaparecido frontón Buenos Aires que colindaba con el paseo de Santa Engracia.
El eje Cea Bermúdez-Abascal —que se terminó de abrir en la década de 1920—, continuado al este del paseo de la Castellana por la calle de María de Molina, constituye una transversal de comunicación Este-Oeste del distrito de Chamberí y del noroeste de la ciudad.
Durante el franquismo recibió el nombre de calle del General Sanjurjo.
El 16 de octubre de 1998, se abrió al público la estación de Alonso Cano de la Línea 7 del Metro de Madrid.

## Edificios

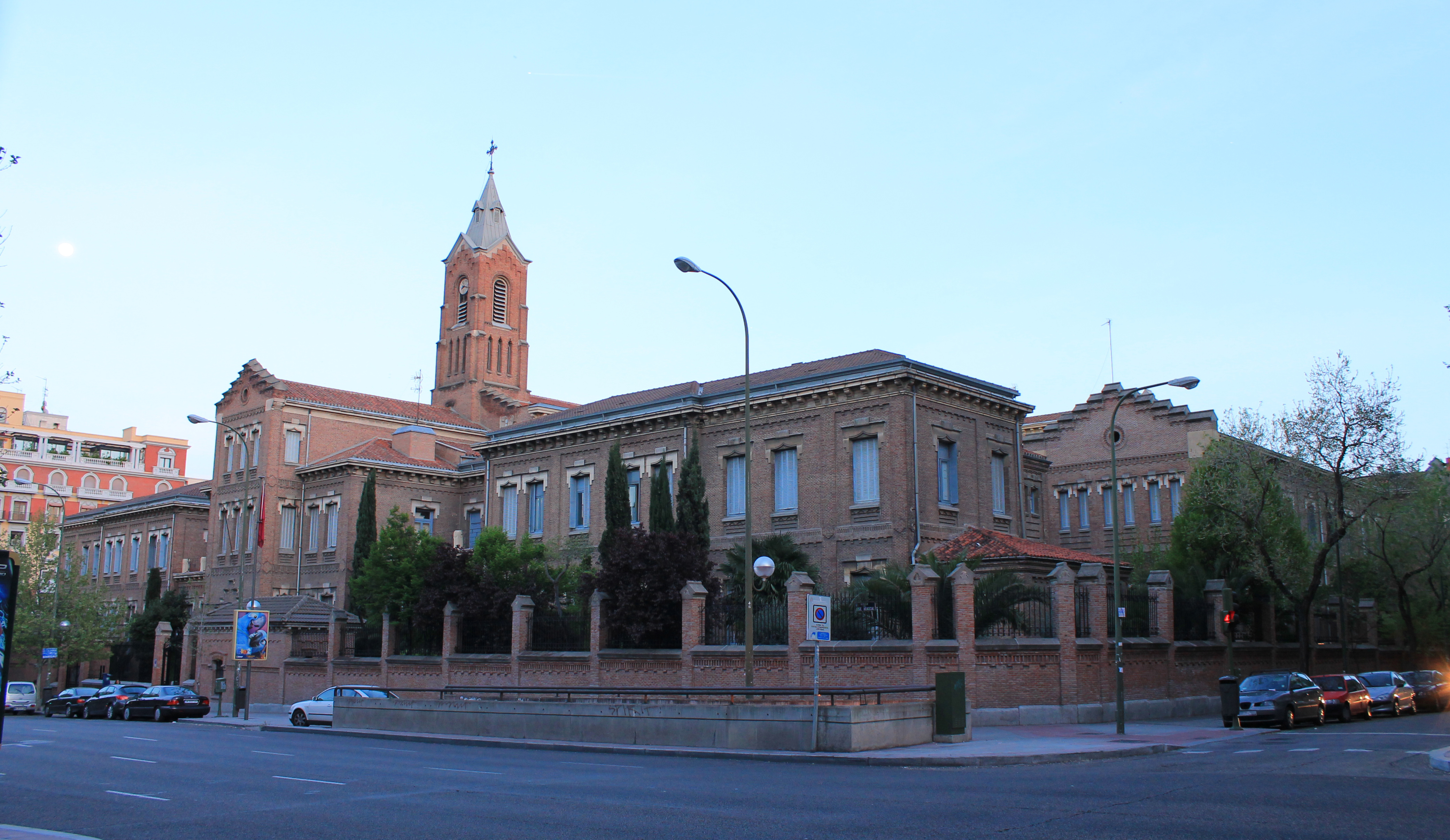
Asilo de Convalecientes, en el número 30.

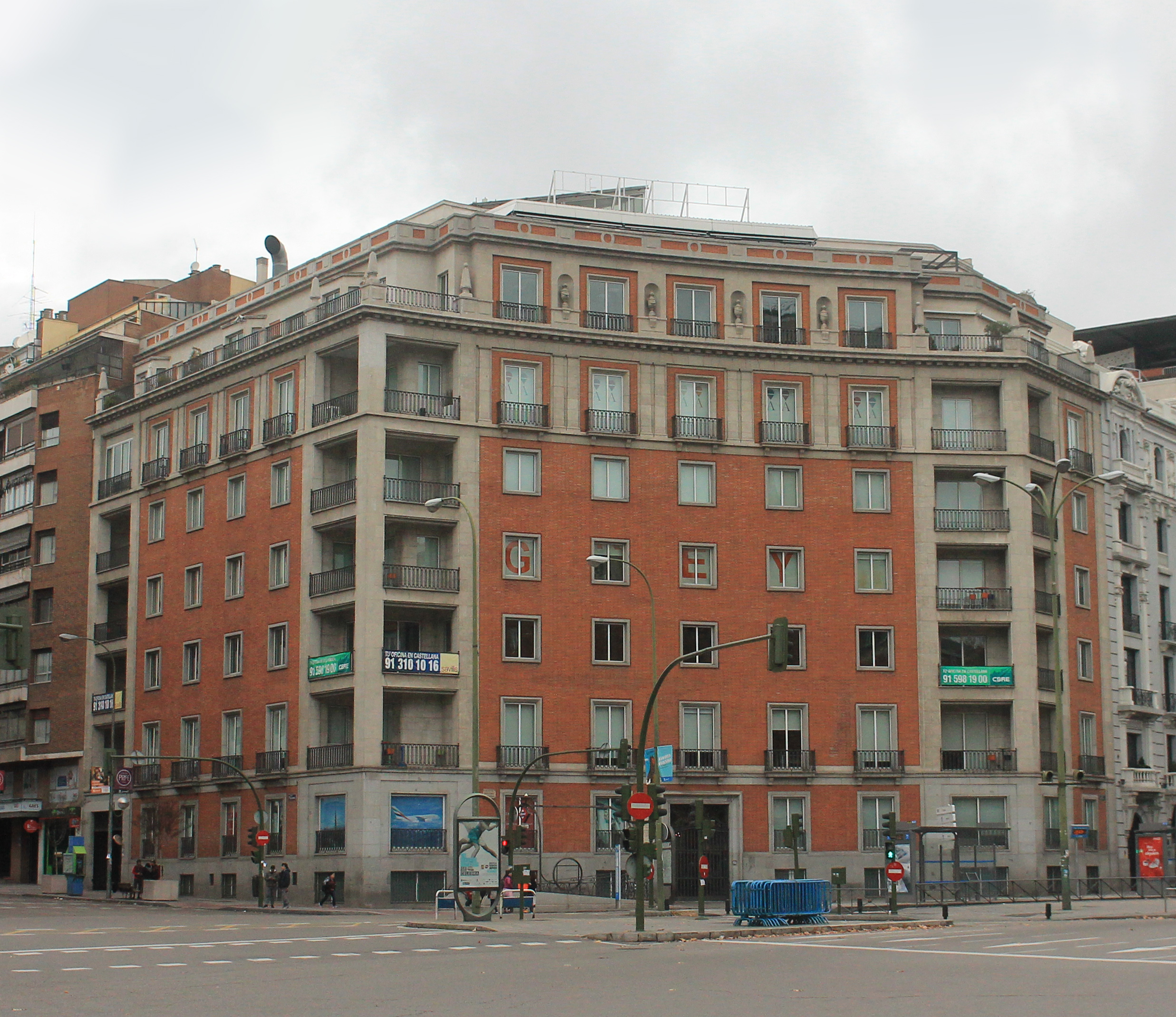
Paseo de la Castellana, 53.

Entre los más antiguos está en el número 30, el que fuera Asilo de Convalecientes, construido entre 1906 y 1911, obra de Rafael Martínez Zapatero, también conocido como convento de las Hijas de la Caridad de San Vicente de Paúl, modelo ejemplar de la ocupación del suelo por parte de las órdenes religiosas en el sector oriental de Chamberí, cuya superficie ocupa la manzana delimitada por las calles Modesto Lafuente, Alonso Cano y García de Paredes, con su entrada principal por la calle de José Abascal. El conjunto fue declarado Bien de Interés Cultural con la categoría de Monumento en 1996.
En el número 8 se encuentra el antiguo Grupo Escolar Joaquín Sorolla, en la actualidad Colegio Público de Prácticas Rufino Blanco y Escuela Universitaria de Biblioteconomía y Documentación de la Universidad Complutense. Esta obra, erigida entre 1931 y 1933, se incardina dentro del Plan Municipal de Construcciones Escolares bajo la dirección de Bernardo Giner de los Ríos.
En el lado de los números pares del inicio de la calle se ubica el amplio recinto que ocupan las oficinas centrales del Canal de Isabel II y el monumental depósito elevado de Chamberí, habilitado como sala de exposiciones fotográficas.
Asimismo, con entrada por la calle de la Santísima Trinidad, está el edificio que alberga la Facultad de Ciencias de la Documentación de la Universidad Complutense de Madrid.
Entre otras construcciones relevantes se pueden mencionarse:
- En el número 39, el antiguo Instituto Nacional de Asistencia Social de Madrid, de 1932, actualmente sede del Ministerio de Inclusión, Seguridad Social y Migraciones.
- En el número 40, el concesionario Citroën donde la hermana Tomasa (Sor Citroën) adquirió su mítico Citroën 2 CV.
- En el número 47, un edificio residencial de Manuel Ignacio Galíndez Zabala de 1926, actualmente ocupado por el hotel NH Abascal.
- En el número 51, un edificio de viviendas de Antonio Palacios de 1935.

## Vecinos
Además del alcalde que da nombre a la calle, tuvo en ella su estudio el escultor Mariano Benlliure; y en el Edificio Castellana 53, en la confluencia con el paseo de la Castellana, tuvo su consulta el médico Gregorio Marañón.
En el número 46 instaló Lola Flores un tablao que tuvo que cerrar por las quejas de los vecinos por el ruido. El local estuvo más de 12 años cerrado hasta que pudo venderlo al llegar a un acuerdo con los vecinos sobre las actividades a las que podía dedicarse el espacio. Actualmente se encuentra un gimnasio.